# Мар'яновський район
Мар'яновський район (рос. Марьяновский район) — муніципальне утворення у Омській області. Адміністративний центр — робітниче селище Мар'яновка.

## Муніципальний устрій
- Мар'яновське міське поселення
- Боголюбовське сільське поселення
- Васильєвське сільське поселення(інші мови)
- Грибановське сільське поселення
- Заринське сільське поселення
- Москаленське сільське поселення
- Орловське сільське поселення
- Пикетинське сільське поселення
- Степнинське сільське поселення
- Шараповське сільське поселення